# Henry Francis Pelham
Henry Francis Pelham (10 septembre 1846 à Bergh Apton, Norfolk – 13 février 1907) est un érudit et historien anglais. Il est professeur d'histoire ancienne à Camden à l'université d'Oxford de 1889 à 1907, et président du Trinity College d'Oxford de 1897 à 1907. 

## Biographie
Il est le petit-fils de Thomas Pelham (2e comte de Chichester), et l'aîné des cinq enfants de John Thomas Pelham, évêque de Norwich, et d'Henrietta, deuxième fille de Thomas William Tatton de Wythenshawe Hall, Cheshire. De ses trois frères, John Barrington devient vicaire de Thundridge en 1908 et Sidney archidiacre de Norfolk en 1901. Pelham est né le 19 septembre 1846 à Bergh Apton, alors paroisse de son père. Entré à Harrow (la maison de Westcott) en mai 1860, il monte rapidement dans l'école et en part en décembre 1864. L'année suivante, il obtient une bourse d'études classique ouverte au Trinity College d'Oxford, s'inscrivant le 22 avril 1865. Il est élu membre du Collège d'Exeter en 1869 et obtient son BA la même année. En 1870, il remporte le prix d'essai d'anglais du chancelier avec une dissertation sur l'influence réciproque du caractère national et de la langue nationale. Il travaille comme tuteur classique et conférencier à Exeter College de 1870 à 1889. Il est élu directeur du collège de l'université en 1879. Perdant sa bourse lors de son mariage en 1873, il est réélu en 1882, en vertu des statuts de la deuxième commission universitaire. 
Dès l'école, sa matière principale est l'histoire ancienne et plus particulièrement romaine. Il commence rapidement à publier des articles sur ce thème (d'abord dans Journal of Philology, 1876), tandis que ses conférences, qui sont ouvertes aux membres d'autres collèges en plus d'Exeter, attirent un public de plus en plus large. En 1887, il succède à WW Capes comme «lecteur de fonds commun» dans l'histoire ancienne, et en 1889, il devient professeur d'histoire ancienne à Camden, succédant à George Rawlinson, poste auquel est rattachée une bourse au Brasenose College. En tant que professeur, il développe les conférences et l'enseignement qu'il a donné en tant que tuteur et lecteur d'université, et attire un public encore plus large. 
Mais son travail de recherche est arrêté par une attaque de cataracte dans les deux yeux (1890), et bien que quelques paragraphes spécimens de son histoire projetée aient été mis en caractères en 1888, il n'a achevé en manuscrit que trois chapitres et demi, couvrant les années 35-15 av. J.-C., et il n'a jamais repris le travail après 1890. Ses autres recherches, elles aussi, se limitèrent désormais à des points précis de l'histoire impériale romaine. En revanche, il s'est engagé activement dans des travaux administratifs, pour lesquels sa forte personnalité et son sens de l'organisation convenaient au moins aussi bien que pour la recherche. Il siège à de nombreux conseils d'administration d'Oxford, est membre du conseil hebdomadaire de 1879 à 1905, aide des mouvements éducatifs semi-universitaires (il est l'un des fondateurs du collège des femmes Somerville Hall) et, en 1897, accepte la présidence de son ancien collège, Trinité. 
Il est élu membre honoraire d'Exeter en 1895, est membre de la British Academy en 1902 et reçoit un LL. D. à Aberdeen en 1906. Il est devenu FSA en 1890  et est membre du conseil d'administration de l'école Abingdon jusqu'en 1895. 

## Famille
Le 30 juillet 1873, il épouse Laura Priscilla Buxton, troisième fille d'Edward Buxton (2e baronnet), et petite-fille de Thomas Fowell Buxton. Ils ont trois fils et deux filles, :
- Sir Henry Pelham (fonctionnaire) (en) KCB (1876–1949)
- Arthur John Pelham (24 décembre 1878-11 août 1883), décédé dans l'enfance
- Rt Rev Herbert Pelham (1881-1944), évêque de Barrow-in-Furness
- Catherine Harriet Pelham (8 septembre 1885-20 novembre 1894), décédée dans l'enfance
- Laura Grace Pelham (20 septembre 1888 - 18 avril 1980) épouse David Francis Bickmore DSO (1891– 1918), fils du révérend Francis Askew Bickmore

Il meurt dans le logement de président à Trinity le 12 février 1907 et est inhumé au cimetière Saint-Sépulcre.